# Pimpla nigrohirsuta
Pimpla nigrohirsuta är en stekelart som beskrevs av Gabriel Strobl 1902. Pimpla nigrohirsuta ingår i släktet Pimpla och familjen brokparasitsteklar. Inga underarter finns listade i Catalogue of Life.